# Аццоліно Бернардіно делла Чая
Аццолíно Бернардíно делла Чáя (італ. Azzolino Bernardino della Ciaia; 21 травня 1671, Сієна — 15 січня 1755, Піза) — італійський композитор і органобудівник епохи бароко. Член військово-морського Ордену св. Стефана.

## Біографія
Майбутній композитор народився 21 травня 1671 року в Сієні у заможній родині. Його батько був дворянином, що належав до Ордену Святого Стефана, і з раннього дитинства ввів сина у життя спільноти. У сімнадцять років Аццоліно розпочав там службу в якості солдата на морській галері. Про початок музичної діяльності композитора відомо мало. Ймовірно, він навчався у місцевих органістів, серед яких були Джованні Казіні (1652-1719) та Джан Лоренцо Каттані (бл. 1650-1713). Також дійшли записи, що будучи юнаком, делла Чая співав у хорі при школі кліриків Ордену Св. Стефана. Сам митець у передмові до видання свого першого опусу зазначав, що не є професійним музикантом і займається творчістю «у години відпочинку від служби та шуму на галері». Наступні роки делла Чая разом з військовими багато подорожував Європою, розширюючи свій музичний кругозір.
У 1704 році Аццоліно прийняли до Ради Ордену в Пізі, цю посаду він займав протягом трьох років. У цей період він познайомився з флорентійськими митцями, з якими склав кілька колективних ораторій. У 1713 році делла Чая був відправлений герцогом Тоскани Козімо III до Риму на службу, яка зайняла сімнадцять років. Детальної інформації про життя митця у ці роки немає, проте відомо, що у Римі він спілкувався з місцевими музикантами і почав створювати органи. У 1730 році музикант остаточно переїхав до Пізи, де теж займався органобудуванням і, можливо, виступав. В 1734 році він став священником, а в 1752 отримав титул пріора в Урбіно (хоча і не мав жодного відношення до цього міста). Помер 15 січня 1755 року у Пізі, там похований у Церкві св. Стефана.

## Творчість
Делла Чая не був професійним музикантом і за життя не займав жодної пов'язаної з музикою посади, проте зміг опублікувати чотири збірки власних музичних творів різних жанрів. Решта його композицій дійшла у рукописах та копіях.

### Інструментальна музика

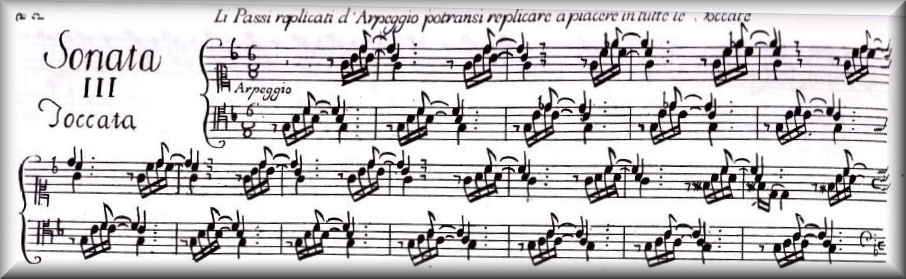
Початок 3-ої сонати з першого оригінального видання

Єдининим відомим прикладом інструментальної музики композитора стала збірка, видана близько 1727 року в Римі. Вона вмістила 6 сонат (кожна складається з чотирьох частин) для клавесину та 12 дрібних п'єс (saggi) і 6 ричеркарів для органу. В даних сонатах автор демонструє всю свою майстерність композиції і техніки гри. Максимальна виразність музики досягається через витончені модуляції і навмисні дисонанси. Кожна частина містить багату орнаментику, складні пасажі, стрибки і навіть нетипові для епохи глісандо. Незважаючи на певну складність, усі сонати повні свободи і доволі ритмічні. Органні твори невеликі за тривалістю, проте мають високу поліфонічну якість.
- Шість сонат для клавесину і п'єси для органу, Op. 4 (бл. 1727)

Також існує ширша версія видання, де крім даних творів включені органна меса та пастораль.

### Вокальні твори
Вокальні твори композитора становлять більшу частину його доробку і представлені кантатами, месами (для 4-5 голосів) та псалмами. Вважається, що значна частина з них була втрачена. Існують роботи, де делла Чая виступає співавтором або є автором тексту.
- Чотири меси (написані в 1693-1710 роках)

- Salmi concertati, Op. 1 (1700)
- Cantate da camera, Op. 2 (1701)
- Cantate da camera Op. 3 (1702) (втрачена)
- Se suoi tormenti (1705)
- Bella imago (1709)
- Chi non sa morire (1709)
- Lungi dal caro bene (1709)
- Lauda Jerusalem
- Laetatus sum
- Nisi Dominus aedificavit

## Органобудування

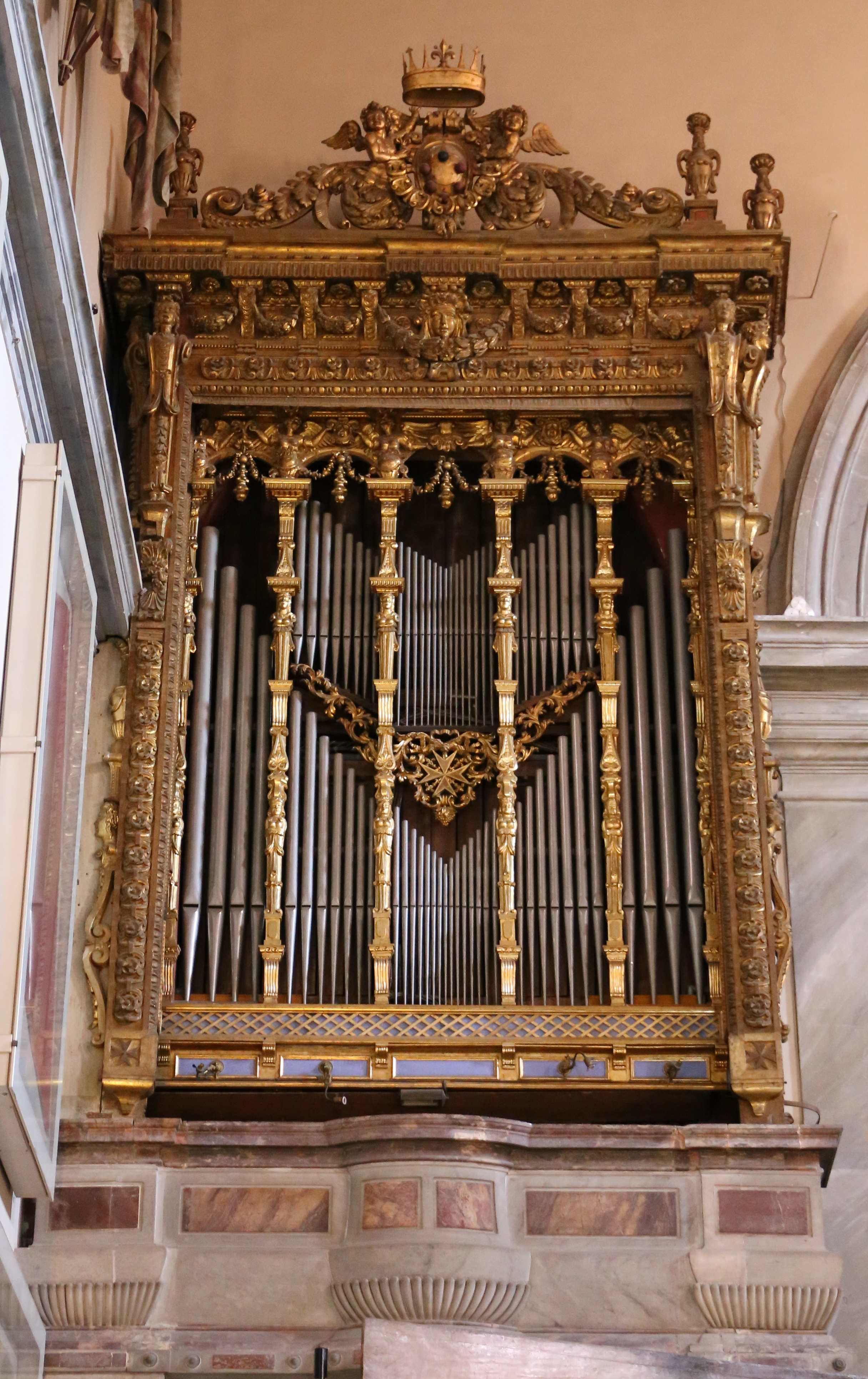
Орган, побудований композитором у Пізі.

Невідомо, де і в кого делла Чая навчився ремеслу органобудування, проте, ймовірно, великий вплив на це мали мандрівки композитора Європою, під час яких він мав можливість зустрічатися з відомими органними майстрами і бачити процес створення інструментів.
Перебуваючи у Римі, композитор почав створювати та ремонтувати органи. Один з таких побудованих інструментів мав два мануали, педаль та двадцять регістрів і, за словами композитора, «мав унікальну якість звучання, подібну до двох різних органів». Повернувшись до Пізи, в 1733 делла Чая розпочав проект великого органу для Церкви св. Стефана, яка була підпорядкована ордену. Композитор самостійно фінасував роботи, запрошуючи на допомогу провідних європейських органобудівників. У 1737 році інструмент був урочисто відкритий. Він мав п’ять мануалів (один з них, п'ятий, можна було прибирати), потрійну педаль і цілий ряд регістрів. Хоча інструмент був створений за італійським зразком, проте особливістю стала наявність деяких французьких та інших нетипових для регіону регістрів, що збагатили звучання і надали нові можливості для гри. Цей «чудовий орган, який вважається одним із найважливіших в Італії», приніс композитору славу і титул «знаменитого творця інструментів». Також делла Чая опублікував довгий детальний опис цього органу, який містив поради щодо обслуговування та налаштування інструменту.